# Joseph III
 (novembre 2024).
Joseph est le fils aîné de Joseph I d'Idumée et de Salomé. 
Il épouse sa cousine Olympias. Elle lui donne un enfant, Mariamne III, qui épouse son oncle, Hérode Archélaos qui divorce rapidement d'elle pour épouser Glaphyra, la fille du roi de Cappadoce, qui avait d'abord été la femme de son demi-frère Alexandre, avant que celui-ci ne soit exécuté sur l'ordre de son père Hérode le Grand.